# Jabłbrzykowski (Adelsgeschlecht)
Jabłbrzykowski ist der Name eines aus Masowien stammenden Adelsgeschlechts aus dem niederen Adel.

Stammwappen der Jabłbrzykowski

## Ursprung
Die Jabłbrzykowski entstammen einer alten Adelsfamilie, die das Dorf Jałbrzyk besaß und sich nach diesem benannte. Erstmals erwähnt wird das Geschlecht mit Ścibor von Sochocin, dem in einer Schenkungsurkunde des Herzogs von Masowien Land zugesprochen wird. Seine beiden Söhne, die Edelknechte Ścibor und Wojciech sollen sich auf dem erhaltenen Land niedergelassen haben, auf welchem die Siedlungen Konopki Yalbrzykow Stok und Kozika Yalbrzykow Stok gegründet wurden. Mehrere Familienmitglieder benannten sich anstelle ihres Vornamens nach ihrem Familiennamen, wie Jałbrzyk von Rogienice, der Begründer der Familie Rakowski, oder Jałbrzyk Gryzowicz, der im 16. Jahrhundert in Koziki-Jałbrzyków Stok erwähnt wurde. Die Adelsfamilie stammte aus ärmlichen Verhältnissen und musste oft vor Gericht ziehen, um ihre adelige Herkunft zu beweisen. Den Jabłbrzykowski entstammen die Familien Rakowski, Czarnowski, Kozikowski, Mazowski und Rogiński, die sich im 15. Jahrhundert nach ihren Herrschaftssitzen benannten. Im Jahr 1689 ging der Besitz des Dorfes Koziki-Jałbrzyków Stok an die Familie Kozikowski über, welches im 18. Jahrhundert infolge einer starken Zersplitterung der Besitzverhältnisse unter mehreren Adeligen aufgeteilt wurde. Ein Teil des Besitzes ging wieder in die Jabłbrzykowski über. Die Kozikowski hingegen wanderten nach Litauen und in die Ukraine aus.

## Wappen
Die Familie gehörte der Wappengemeinschaft Grabie an, während einige Familienmitglieder auch dem Wappenstamm Kosciesza zugehörten.
Blasonierung: Auf einem gelben Wappenschild ein silberner Rechen, der aus einem grünen Hügel emporragt. Im Helm über der Krone fünf Straußenfedern.